# Antoine-Hubert Wandelaincourt
Antoine-Hubert Wandelaincourt  (né à Rupt-en-Woëvre,  le 23 avril 1731 - mort à Belleville-sur-Meuse le 30 décembre 1819)  est un ecclésiastique français qui fut évêque constitutionnel du diocèse de la Haute-Marne de 1791 à 1801, membre de la Convention nationale (1792-1795) et du Conseil des Cinq-Cents (1795-1798).

## Biographie
Né à Rupt-en-Woëvre, près de Verdun, il est principal du collège de Verdun avant de devenir en 1780 le précepteur des enfants du duc de Clermont-Tonnerre, puis sous-directeur de l'École militaire de Paris jusqu'en 1784. Il est ensuite nommé curé de Planrupt dans le diocèse de Chalons. C'est là pendant la Révolution française qu'il prête le serment civique en 1791.
Les électeurs du département de la Haute-Marne élisent Jean-Baptiste Gobel comme évêque constitutionnel. Toutefois, ce dernier également élu à Paris, choisit de siéger dans la capitale et Antoine-Hubert Wandelaincourt est élu dans le diocèse de la Haute-Marne puis sacré à Paris le 10 avril 1791. En 1792, il est également élu à la Convention, en remplacement de Drevon, refusant sa nomination. Il siège avec les modérés et pendant la Terreur, il refuse d'apostasier et il est emprisonné. Après le 9 thermidor il revient siéger à la Convention et ce n'est qu'en 1796 qu'il se rapproche des « Réunis ». En mai 1796 il revient dans son diocèse qu'il trouve totalement désorganisé. Il siège alors au Conseil des Cinq-Cents (1795-1798) et, en 1798, il retourne de nouveau dans son diocèse. En 1800, il tient un synode préparatoire au Concordat après la signature duquel il donne sa démission d'évêque en octobre 1801. Henri Reymond, l'ancien évêque constitutionnel de l'Isère, devenu évêque concordataire de Dijon lui offre de devenir curé de Montbard. En1806, il décline la proposition d'être nommé chanoine de Saint-Denis et en 1812, il retourne dans son diocèse d'origine. En 1813, il se retire à Belleville-sur-Meuse près de Verdun où il meurt le 30 décembre 1819.
Il a publié des ouvrages de politique, de controverse, de morale, d'éducation, parmi lesquels on remarque une Méthode raisonnée pour apprendre le latin (Verdun, 1777), un Manuel du jeune physicien (Verdun, 1778) et un Cours complet d'éducation (Rouen, 1782).

## Sources
- Ressource relative à la religion :   - Catholic Hierarchy
- Ressource relative à la vie publique :   - Base Sycomore
- Ressource relative au spectacle :   - César
- Notices d'autorité :   - VIAF
  - ISNI
  - BnF (données)
  - IdRef
  - LCCN
  - GND
  - Pays-Bas
  - Pologne
  - NUKAT
  - Portugal
  - Grèce
  - WorldCat
- « Antoine-Hubert Wandelaincourt », dans Adolphe Robert et Gaston Cougny, Dictionnaire des parlementaires français, Edgar Bourloton, 1889-1891 [détail de l’édition]
- Marie-Nicolas Bouillet  et Alexis Chassang (dir.), « Antoine-Hubert Wandelaincourt » dans Dictionnaire universel d’histoire et de géographie, 1878 (lire sur Wikisource)